# 燃えよ!EAGLES
『CHALLENGE 燃えよ!EAGLES』（チャレンジ もえよイーグルス）は、2005年3月5日から2018年3月17日まで東日本放送（KHB）で毎週土曜日に放送されていた東北楽天ゴールデンイーグルスの応援番組である。2012年4月9日放送分からは『燃えよ!EAGLES』と題して放送されている。日本プロ野球のシーズン中に当たる年度上半期はアサヒビールの一社提供となっている。
テレビ朝日系列局の秋田朝日放送では2009年4月4日から2018年3月23日まで同時ネットで放送されていた。
2018年3月24日に新たにスポーツ情報番組として『もえスポ』が開始するのに伴って13年にわたる放送を終了。

## 概要
東北楽天ゴールデンイーグルスの試合分析や選手へのインタビューを行っているミニ番組。女性司会者が楽天Koboスタジアム宮城でアサヒスーパードライの売り子に挑戦する企画も行われていた。

## 放送時間
- 土曜 22:51 - 23:00 （2012年9月8日まで）
- 土曜 23:06 - 23:15 （2012年9月15日から）[1]
- 土曜 22:59 - 23:05 （2017年4月22日から2018年3月17日）[2]

## 司会

### 放送終了時の司会
- 高木玲（KHBアナウンサー、2015年3月 - 2018年3月）
- 高山香織（KHBアナウンサー、2015年3月 - 2018年3月）

### 過去の司会
- 濱本りか（当時KHBアナウンサー、番組開始 - 2006年3月）
- 岩崎心平（KHBアナウンサー、番組開始 - 2015年3月）
- 土井原菜央（MOCプランニング所属、2006年4月 - 2015年3月）

## 関連番組
- 黄金鷲団 - 東北ANN加盟各局ブロックネット